# Gösen
Gösen är en kommun och ort i Saale-Holzland-Kreis i förbundslandet Thüringen i Tyskland.
Kommunen ingår i förvaltningsgemenskapen Eisenberg tillsammans med kommunerna Eisenberg, Hainspitz, Mertendorf, Petersberg och Rauschwitz.